# Acido etidronico
L'acido etidronico o acido 1-idrossietano 1,1-difosfonico (in inglese, 1-hydroxyethane 1,1-diphosphonicacid abbreviato in HEDP) è un bifosfonato di formula C2H8O7P2 impiegato principalmente nell'industria dei detersivi. Si presenta come un solido, bianco (polverizzato) inodore, tossico.

Viene impiegato anche come chelante in chimica dei complessi.
I suoi sali sono chiamati etidronati, abbreviati in MnHEDP (Dove M è sostituito dal nome dell'anione ed n dal numero di anioni nella molecola).

## Sintesi
L'acido etidronico può essere preparato attraverso la reazione del tricloruro di fosforo con acido acetico e un'ammina terziaria oppure attraverso la reazione di una miscela acido acetico / anidride acetica con acido fosforoso.

## Usi
Qui vengono descritti meglio gli impieghi dell'acido etidronico.

### Depurazione delle acque
Il composto viene introdotto nelle falde acquifere per assorbire eventuali ioni metallici che potrebbero contaminare la falda. Assorbendoli mantiene l'acqua pura, precipitando sotto forma di polveri grigiastre. Queste sue proprietà di far precipitare gli ioni dei metalli di transizione lo rendono anche un prodotto per piscine: serve ad evitare che gli ioni metallici contenuti nell'acqua macchino le pareti della piscina.

### Industria chimica
L'acido etidronico viene impiegato come anticorrosivo per l'acciaio.

È anche un ritardante dell'ossidazione e dell'irrancidimento degli acidi grassi.

Viene anche aggiunto ai detersivi per preservare l'efficacia dei detergenti a base di perossidi quando usati in acqua dura.

Viene aggiunto in alcuni cosmetici per impedire la formazione di radicali e controllare la viscosità ed il corretto emulsionamento dei componenti del prodotto.

### Farmacia
L'acido etidronico (commercializzato con il nome di Didronel) viene utilizzato per rafforzare il tessuto osseo e curare malattie come osteoporosi e malattia di Paget: i bifosfonati ostacolano l'attività osteoclastea per favorire quella osteoplastica. Gli etidronati inoltre migliorano la mineralizzazione delle ossa, e quindi utili contro l'osteoporosi, ma il loro utilizzo per lungo tempo provoca osteomalacia.